# Reyvroz
Reyvroz is een gemeente in het Franse departement Haute-Savoie (regio Auvergne-Rhône-Alpes) en telt 420 inwoners (1999). De plaats maakt deel uit van het arrondissement Thonon-les-Bains.

## Geografie
De oppervlakte van Reyvroz bedraagt 9,9 km², de bevolkingsdichtheid is 42,4 inwoners per km².
De onderstaande kaart toont de ligging van Reyvroz met de belangrijkste infrastructuur en aangrenzende gemeenten.

## Demografie
Onderstaande figuur toont het verloop van het inwonertal (bron: INSEE-tellingen).